# Berggrootoorvleermuis
De berggrootoorvleermuis (Plecotus macrobullaris) is een vleermuis uit de familie Vespertilionidae.

## Soortenbeschrijving
In 2000 en 2001 toonden twee moleculaire fylogenetische analyses aan dat de Balkangrootoorvleermuis (P. kolombatovici) een aparte soort is. Volgens de ene was hij echter het meeste verwant aan de bruine grootoorvleermuis, volgens de andere aan de grijze soort. Kiefer & Veith (2002) beschreven een nieuwe soort, Plecotus alpinus, op basis van een van de "kolombatovici"-vormen, die verkeerd geïdentificeerd was. Later beschreven Spitzenberger et al. (2002) de nieuwe soort ook, als P. microdontus. Dat die twee hetzelfde waren werd al snel erkend, maar in 2003 verscheen nog een artikel van Spitzenberger et al. (2003), die daarin beweerden dat Plecotus macrobullaris Kuzjakin, 1965, dezelfde soort was. Ze behielden P. m. alpinus echter als een ondersoort. Er is ook gesuggereerd dat Plecotus wardi Thomas, 1911, (uit Kasjmir) dezelfde soort is, maar Spitzenberger et al. (2003), die het holotype van P. wardi bekeken, vonden dat dat niet zo was.
De soort is pas in het begin van de 21e eeuw geïdentificeerd als een aparte soort. Tevoren werden de exemplaren van deze soort die al bekend waren uit de Alpen afwisselend aan de bruine grootoorvleermuis of aan de grijze grootoorvleermuis toegeschreven. De identificatie van deze exemplaren was echter altijd moeilijk.

## Verspreiding
De verspreiding is nog niet erg goed bekend; tot nu toe is hij bekend van de Pyreneeën, de Alpen, Corsica, de Balkan, Turkije en de Kaukasus.
Plecotus ariel
· Grootoorvleermuis (P. auritus)
· Grijze grootoorvleermuis (P. austriacus)
· Ethiopische grootoorvleermuis (P. balensis)
· Noordoost-Afrikaanse grootoorvleermuis (P. christiei)
· Plecotus homochrous
· Plecotus kolombatovici
· Plecotus kozlovi
· Berggrootoorvleermuis (P. macrobullaris)
· Plecotus ognevi
· Plecotus sacrimontis
· Sardijnse grootoorvleermuis (P. sardus)
· Plecotus strelkovi
· Taiwanese grootoorvleermuis (P. taivanus)
· Canarische grootoorvleermuis (P. teneriffae)
· Plecotus turkmenicus
· Plecotus wardi
Alpengrootoorvleermuis (P. m. alpinus) · Kaukasusgrootoorvleermuis (P. m. macrobullaris)